# Miguel Mejía Barón
Miguel Mejía Barón (México, 6 de septiembre de 1944) es un exfutbolista, exentrenador, directivo y odontólogo mexicano. Conocido como El Dr. Mejía Barón.

## Carrera como jugador
Jugó toda su vida profesional con los Pumas de la UNAM siendo producto de sus fuerzas básicas en su posición de defensa central haciendo pareja con Héctor Sanabria conocido como El durazno y formando una par de defensas centrales temibles. Mejía Barón siendo un central muy duro pero leal, que jugaba al filo de la navaja y con el librito reglamentario, hasta la temporada 1975-76 siendo este su último torneo que jugó, cuando anunció su retiro de la defensa universitaria: 
Con el equipo ganó 2 títulos como jugador una Copa MX y un Campeón de Campeones. 
La siguiente campaña obtendrían los Pumas de la UNAM su primer campeonato de la Primera División de México, dirigidos por Jorge Marik. 
Hay que mencionar cuando la UNAM llegó a ser el mejor equipo de la Primera División de México en la temporada 1966-67 dirigidos por el entrenador peruano Walter Ormeño, todos sus integrantes fueron llamados a la Selección Mexicana, menos él. Una gran injusticia, como se ha hecho en varias ocasiones, mencionando el pretexto de que no se adaptan al sistema de juego implantado por el entrenador en turno, aunque en muchas ocasiones son por EGO personal.

## Carrera como entrenador
Salió campeón en la temporada 90-91 con el Club Universidad Nacional tras terminar la fase regular como líder general con 55 puntos, venciendo al Club América en condición de local, con aquel inolvidable gol de larga distancia anotado por el Tuca Ricardo Ferretti al portero de las Águilas Adrián Chávez. Posteriormente en la temporada de 1993 dirigió al Club de Fútbol Monterrey, siendo director técnico de la Pandilla renunció para ser posteriormente nombrado técnico de la Selección de México, tras la repentina marcha de César Luis Menotti, por situaciones administrativas en la Federación Mexicana de Fútbol. Siendo seleccionador, México fue invitado por primera vez para participar en la Copa América en su edición de 1993, logrando el subcampeonato, al perder la final por 2:1 frente a Argentina con goles anotados por Gabriel Batistuta a Jorge Campos el arquero mexicano y en donde por el estilo de juego y el sistema implantado fue toda una revelación en dicho torneo.
También se proclamó campeón de la Copa de Oro de la Concacaf 1993 al derrotar a Estados Unidos por 4:0 en el Estadio Azteca de Ciudad de México.
También clasificó en la eliminatoria de la Concacaf y llevó a México a disputar la Copa Mundial de 1994 celebrada en Estados Unidos, llegando a octavos de final al perder en los penaltis frente a Bulgaria. En la primera fase había quedado primera de grupo por delante de Italia, Irlanda y Noruega. 
Fue destituido tras finalizar la Copa América 1995 disputada en Uruguay, donde México fue eliminado en cuartos de final por los Estados Unidos en la tanda de penaltis. Para sucederle en el cargo se contrató al serbio Bora Milutinović.

### Leyenda urbana
Durante la Copa Mundial FIFA 1994 y cuando México se estaba enfrentando a la Selección de Bulgaria el 2 de julio de 1994 en la Ciudad de Chicago, encabezada por Hristo Stoichkov, Krasimir Balakov, Iordan Letchkov, Trifon Ivanov y otros jugadores que formaban La Generación Dorada de Bulgaria terminaba el partido empatado a un gol por bando. Se iniciaban los tiempos extras y en la transmisión por la televisión, se ve como Mejía Barón habla a Hugo Sánchez que se encontraban en la banca, ya que en ese mundial el titular en la delantera fue Luis García Postigo. El equipo búlgaro ya se notaba muy cansado y guardando energías para la serie de penales a venir, dada la humedad y el calor que había en el estadio y cuando todo mundo esperaba la entrada de Hugo Sánchez, fresco y listo para hacer daño a la defensa búlgara, pero Mejía Barón no lo mete al juego. Se veía la ansiedad y las ganas de jugar en el rostro del delantero azteca y posteriormente la frustración por no ingresar al juego.
Termina el partido y en la serie de penaltis gana Bulgaria 3-1 dado que hubo jugadores aztecas que fallaron los penaltis. A Mejía Barón le llovieron las críticas sobre todo en los periódicos deportivos de México así como en los programas especializados en deportes de la televisión en México. Quedó estigmatizado y marcado de por vida por esta decisión. Mejía Barón fue despedido por la Federación Mexicana de Futbol. Y a pesar del tiempo en que esto ocurrió, cuando es invitado a dar algunas pláticas sobre futbol o sobre directrices administrativas de un equipo de futbol, entre sus cláusulas exige que no le mencionen lo ocurrido en la Copa del Mundo de 1994. A Hugo Sánchez se la ha preguntado en diferentes ocasiones sobre este tema, pero siempre lo ha evitado y no ha hecho comentario.

### Participaciones en Copas del Mundo
| Mundial              | Sede           | Resultado        |
| -------------------- | -------------- | ---------------- |
| Copa Mundial de 1994 | Estados Unidos | Octavos de final |

### Participaciones en Copa América
| Copa América      | Sede    | Resultado        |
| ----------------- | ------- | ---------------- |
| Copa América 1993 | Ecuador | Subcampeón       |
| Copa América 1995 | Uruguay | Cuartos de final |

### Participaciones en Copa de Oro
| Copa de Oro                     | Sede                    | Resultado |
| ------------------------------- | ----------------------- | --------- |
| Copa de Oro de la Concacaf 1993 | Estados Unidos y México | Campeón   |

## Carrera como directivo

### Club Universidad Nacional
El doctor Mejía Barón regresa en 2021 al Club Universidad Nacional después de 30 años de haber sido campeón como entrenador en la temporada 1990-91, tras terminar la fase regular como superlíderes con 55 puntos, siendo el equipo con menos goles en contra y con menos tarjetas rojas y amarillas, y derrotando en la final a uno de sus acérrimos rivales en Ciudad Universitaria: el América. Miguel regresa a Pumas como Vicepresidente Deportivo. Hasta el momento ha logrado dos títulos de ligas inferiores, uno de sub-20 masculino y otro de sub-18 femenino.

## Clubes

### Futbolista
| Club | País   | Año       |
| ---- | ------ | --------- |
| UNAM | México | 1964-1976 |

### Auxiliar y entrenador
| Club                         | País   | Año         |
| ---------------------------- | ------ | ----------- |
| UNAM                         | México | 1988-1989   |
| UNAM                         | México | 1990-1991   |
| Monterrey                    | México | 1991-1992   |
| Selección mexicana           | México | 1993-1995   |
| Atlante                      | México | 1996-1998   |
| Tigres de la UANL            | México | 1999        |
| Club Puebla                  | México | Verano 2000 |
| UNAM                         | México | 2001        |
| Tigres de la UANL (Auxiliar) | México | 2016-2021   |

### Vicepresidente
| Club | País   | Año       |
| ---- | ------ | --------- |
| UNAM | México | 2021-Act. |

## Palmarés

### Como jugador

#### Torneos nacionales
| Título               | Equipo               | País   | Año     |
| -------------------- | -------------------- | ------ | ------- |
| Copa México          | Universidad Nacional | México | 1974-75 |
| Campeón de Campeones | Universidad Nacional | México | 1974-75 |

### Como entrenador

#### Torneos nacionales
| Título                     | Equipo               | País   | Año     |
| -------------------------- | -------------------- | ------ | ------- |
| Primera División de México | Universidad Nacional | México | 1990-91 |
| Copa México                | Monterrey            | México | 1991    |

#### Torneos internacionales
| Título                           | Equipo               | Sede             | Año  |
| -------------------------------- | -------------------- | ---------------- | ---- |
| Copa de Campeones de la Concacaf | Universidad Nacional | Distrito Federal | 1989 |
| Copa de Oro de la Concacaf       | México               | México y EEUU    | 1993 |

### Como directivo
| Torneo                 | Club                | Año  |
| ---------------------- | ------------------- | ---- |
| Liga MX Sub-20         | UNAM Sub-20         | 2022 |
| Liga MX Femenil Sub-18 | UNAM Femenil Sub-18 | 2022 |
| Liga MX Sub-18         | UNAM Sub-18         | 2023 |